# 서울특별시의 환경 정책
이 문서는 서울특별시의 환경 정책에 대해 기술한다.

## 가로수 생육환경개선 사업

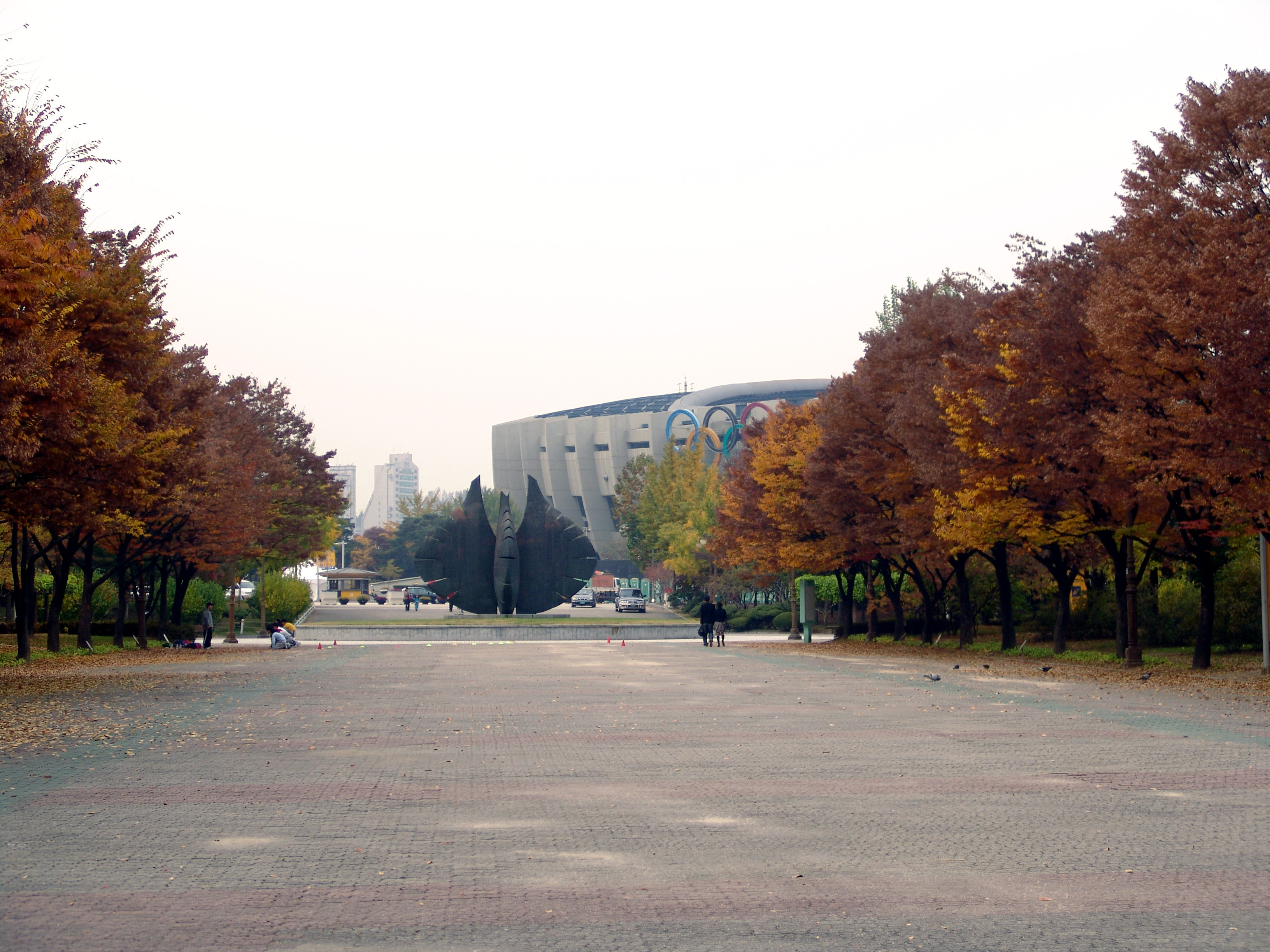
올림픽 주경기장의 가로수

서울특별시에서는 '가로수 생육환경개선' 사업으로 가로수의 생육환경을 근본적으로 개선하면서 가로수 사이 유휴공간에 띠녹지 조성, 가로수 2열식재, 토양개량, 수목세척 등을 시행하여 가로변의 녹지량을 확대하여 쾌적한 보행환경 조성 및 도시경관향상에 기여하고자 추진하고 있으며, 그 목표 및 내용은 다음과 같다.
- 가로변의 녹지량을 확대하고 가로수 생육환경을 근본적으로 개선한다.
- 가로수와 가로수 사이 유휴공간에 폭 1.0 ~ 1.5m 정도의 선형의 띠녹지를 조성하여 키큰나무, 중간키나무, 키작은나무와 다년생초화류등을 식재하여 다층구조 형태로 조성한다.
- 심어 놓은 수목과 초화류가 봄철과 가을철 건조기에 수분을 공급하여 원활하게 자라는 것을 돕기 위해 띠녹지내에 점적관수 등 급수시설을 설치한다.
- 보도폭이 넓은 곳에 가로수를 2열로 심어 가로숲 형태로 조성한다.
- 상업지역과 보행인이 많아 가로수 사이 띠녹지를 조성할 수 없는 지역에는 보호판을 설치하거나 교체하고, 척박한 토양을 개량하기 위하여 겨울철내 묵은때를 씻어내기 위해 수목세적제를 살포 등 가로수의 생육환경을 근본적으로 개선한다.
- 가로변녹지량을 확대하여 쾌적한 보행환경과 도시경관을 개선한다.

## 그린웨이 조성 사업
그린웨이 조성사업은 서울특별시에서 1999년부터 차량통행 중심의 도로를 녹지조성, 차도축소 또는 보도확장 등을 통해 보행자 중심의 도로환경으로 개선하여 숲길처럼 편한 그린웨이를 조성하는 사업이다.
그린웨이 조성사업은 도로구조개선(양방향→일방통행), 보차혼용도로의 보행공간 확보, 가로수 및 녹지대 확충, 편의시설 설치 등으로 녹음과 휴식공간을 제공하고 공원, 학교, 문화시설 등 주요시설의 접근로를 개선하여 보행의 연결성을 확보하게 된다.

## 대기오염 경보제도
서울시에서는 대기오염 예경보제 단문 메시지 서비스를 제공하고 있다.
- 메시지 종류

- 미세먼지(PM10)
- 오존(O3)

※ 오존 경보시 서울시를 4개 지역으로 구분하여 발령
| 구 분    | 행 정 구 역                                                      |
| -------- | ---------------------------------------------------------------- |
| 북서지역 | 종로구, 중구, 용산구, 은평구, 서대문구, 마포구                   |
| 북동지역 | 성동구, 광진구, 동대문구, 중랑구, 성북구, 강북구, 도봉구, 노원구 |
| 남서지역 | 양천구, 강서구, 구로구, 금천구, 영등포구, 동작구, 관악구         |
| 남동지역 | 서초구, 강남구, 송파구, 강동구                                   |

### 주의보 발령시 시민 행동요령

#### 황사
- 황사발생전

• 노약자, 호흡기 질환자 실외활동 자제
• 황사가 실내로 들어오지 못하도록 창문 등을 점검
• 외출전 http://env.seoul.go.kr 보관됨 2013-08-06 - 웨이백 머신 로 접속하여 서울시 대기현황 파악
• 외출시 필요한 보호안경, 마스크, 긴소매의복, 위생용기 등을 준비
• 과실, 채소류 등 미포장 식품의 야적 자제
- 황사주의보

(시간평균 미세먼지 농도가 400㎍/m3 이상 2시간 지속)
• 노약자,어린이,호흡기질환자의 실외활동 금지 권고
• 유치원과 초등학교의 실외활동 금지 권고
• 일반인의 과격한 실외운동 금지 및 실외활동 자제 권고
• 노출된 채소, 과일 등 농수산물은 충분히 세척 후 섭취
• 창문을 닫고 가급적 외출을 삼가되, 외출시 보호안경 등 착용하고 귀가시에는 손과 발을 씻고 특히 미지근한 물로 눈을 헹구어 주고, 양치질등으로 입안 청결유지
- 황사경보

(시간평균 미세먼지 농도가 800㎍/m3 이상 2시간 지속)
• 노약자, 어린이, 호흡기 질환자의 외출금지 권고
• 유치원과 초등학교의 실외활동 금지 및 수업단축, 휴업 등의 학생 보호조치 강구 권고
• 일반인의 실외활동 금지 및 외출자제 권고
- 황사발생후

• 실내공기 환기 및 황사에 노출된 물품 등은 세척후 사용
• 학교 실·내외 방역 및 청소, 감기·안질 환자 등은 쉬게 하거나 일찍 귀가조치
• 귀가 시에는 손과 발을 씻고 특히 미지근한 물로 눈을 헹구어 주고, 양치질 등으로 입안 청결유지

#### 미세먼지
- 미세먼지주의보

(시간평균 미세먼지 농도가200㎍/m3 이상 2시간 지속)
• 노인·어린이·호흡기질환자 및 심혈관 질환자 외출 자제
• 유치원·초등학교 실외수업 자제
• 공원·체육시설·고궁 등을 이용하는 시민에게 과격한 실외활동 자제 홍보 • 차량 운행 자제
• 미세먼지를 배출하는 업소·공사장의 조업시간 단축
• 도로 물청소 시행, 차량운행 자제 홍보
- 미세먼지경보

(시간평균 미세먼지 농도가 200㎍/m3 이상 2시간 )
• 노인·어린이·호흡기질환자·심혈관질환자 외출 금지
• 일반시민 과격한 실외활동 자제 유치원·초등학교 수업단축 또는 휴교 중·고등학교 실외수업 자제 • 불요불급한 경우 차량 운행 금지
• 미세먼지를 배출하는 업소·공사장의 조업 중지
• 도로물청소 시행, 차량운행 금지 홍보

#### 오존
- 오존주의보

(시간평균 오존 농도가 0.12ppm 이상 )
• 과격한 실외운동 자제
• 노약자, 어린이, 호흡기질환자 등은 실외활동 자제
• 자동차의 사용자제하고 대중교통시설을 이용
- 오존경보

(시간평균 오존 농도가 0.3ppm 이상 )
• 모든 주민은 외출 삼가
• 유치원, 학교는 실외학습 중지
• 비사업용 승용차·승합차·화물차 등 일부차량 운행제한

## 맑은서울2010특별대책

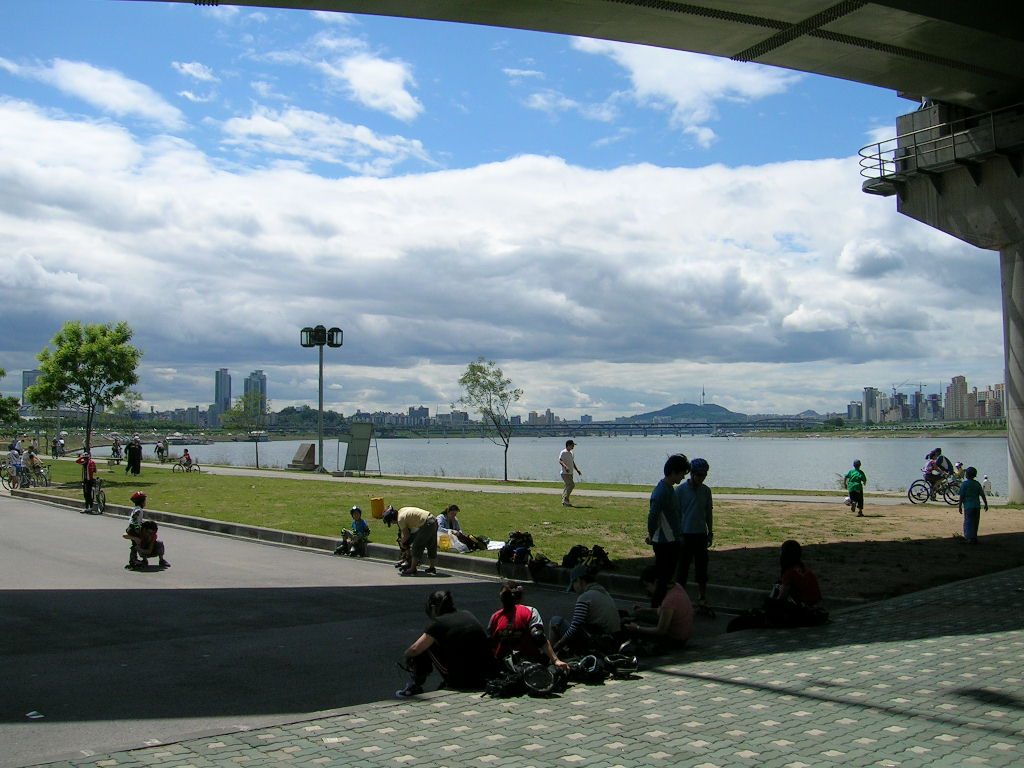
맑은 하늘의 한강 시민 공원

맑은서울2010특별대책이란 서울의 대기질을 선진국 수준으로 개선하기 위하여 2006년부터 서울특별시에서 추진하는 프로젝트 중 하나이다. 서울의 대기 중 미세먼지(PM10)를 2006년 60㎍/m3에서 4년 뒤인 2010년 46μg/m3으로 낮추는 것을 목표로 하고 있다. 구체적으로는 다음과 같은 정책을 추진하고 있다.
- 자동차 저공해화
  - 운행경유차 저공해화
  - 저공해 자동차 보급
  - 운행차 배출가스 관리 강화

- 생활주변 환경개선
  - 공사장·사업장 관리 강화
  - 도로변 환경 개선
  - 지하공간 공기질 개선

- 교통수요 관리
  - 차량운행 제한
  - 환경친화적 교통수요관리

- 친환경적 도시관리
  - 생활권 녹지 확충
  - 친환경 에너지 이용

## 녹지조성 사업

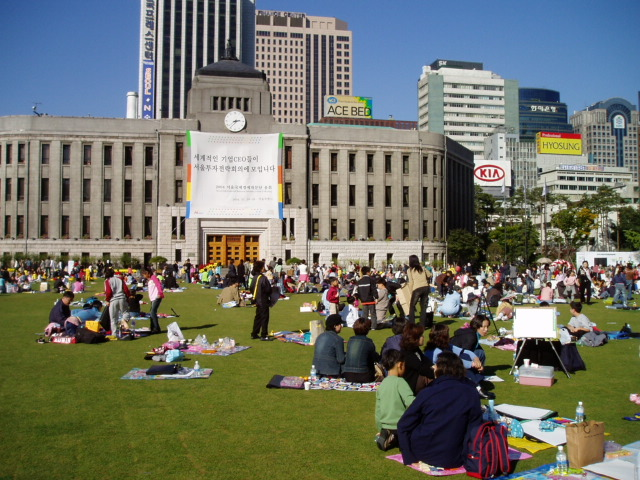
녹지의 서울광장

서울시 녹지조성 사업은 서울특별시에서 대기오염･소음, 진동, 악취 등의 재해방지, 도시의 자연적 환경보전, 훼손지역을 복원하여 휴식공간을 제공하고자 도시계획시설(녹지)로 결정한 뒤 장기간 사업시행이 이루어지지 않아 사유재산권 행사가 제한되어 중장기 계획을 수립하여 민원해소와 체계적인 녹지확충을 통하여 도시경관 수준을 향상시키는 사업이다.
철도변, 도로 등의 시설주변 대기오염, 소음, 진동, 악취 그 밖에 이에 준하는 공해와 각종사고나 자연재해 그 밖에 이에 준하는 재해 등의 방지, 도시의 자연적 환경을 보전하거나 이를 개선하고 이미 자연이 훼손된 지역을 복원하고 개선함으로써 도시경관 향상, 도시안의 공원, 하천, 산지 등을 유기적으로 연결하고 도시민에게 산책공간의 역할을 하는 등 여가휴식을 제공한다.
사유지를 보상하여 주변환경과 어울리게 녹지조성하여 시민에게 환원하는 것이 특징이다.

## 친환경 에너지 선언
서울 친환경 에너지 선언은 전지구적 기후변화에 적극 대응하기 위해 에너지정책의 기본방향을 에너지절약과 친환경 에너지 보급 확대로 정하고 서울 친환경 에너지 선언을 통해 그 정책목표를 밝힌 선언을 뜻한다.

### 내용
- 에너지이용량 : '00년 대비 '10년 12%, '20년 15% 저감
- 신재생에너지 이용률 : '10년 2%, '20년 10%로 확대
- 온실가스 배출량 : '90년 대비 '10년 20%, '20년 25% 저감

- 에너지이용은 신축․기존 건물에 대한 에너지이용효율 향상, 교통수요관리 및 친환경차량 보급 확대 등의 강력한 추진과 에너지절약 등 시민협조를 통해 목표를 달성할 계획

- 신재생에너지는 수소연료전지, 하수열 등 미활용에너지의 적극 활용과 태양광․태양열․지열 등의 대폭 확대를 통해 목표를 달성할 계획,
- 온실가스 배출량 저감은 에너지이용 저감 및 신재생에너지 이용 확대를 통해 목표달성

### 에너지이용량 저감
- 서울시의 에너지이용량('06년)은 15,586천TOE이며 '20년에는 27% 증가(연평균 1.6%)한 19,942천TOE에 달할 것으로 전망
  - 1인당 에너지사용(TOE/인) : 1.50('06) → 2.02('20)
  - 부문별('20) : 건물(가정․상업, 공공) 58.8%, 교통 32.5%, 산업 8.7%

- '20년까지 '00년 대비 에너지 사용 15% 저감목표 달성
  - '20년 BAU(19,942천TOE)의 30%(5,942천TOE)를 저감하고,
  - 1인당 에너지 사용도 2.02TOE/인(BAU)에서 1.41TOE/인으로 개선

### 신재생에너지이용률 증대
- 2007년말 서울시의 신재생에너지 이용률은 1.5%(188,210TOE)로
  - 자원회수시설 소각열, 난지도 매립가스 등 폐기물(64%), 물재생센터의 바이오에너지(34%)가 대부분을 차지,
  - 태양광․태양열․지열 등 순수 재생에너지의 이용은 2% 수준
    - 이용률 : 0.6%('04)→0.8%('05)→1.3%('06)→1.5%('07)

- '20년까지 신재생에너지 이용률 10%를 달성
  - 수소․하수열 등 미활용 에너지를 민자유치 및 공공투자 방식으로 적극 개발․이용하여 서울시의 주된 신재생에너지 공급원이 되도록 추진할 계획
  - 태양광․태양열․지열 등 순수재생에너지를 대폭 확대 보급
  - 자원회수시설 공동이용 확대 및 음식물 자원화와 연계하여 폐기물․바이오 에너지 이용을 현재의 2배 이상으로 확대
  - 공공기관의 신재생에너지 설치의무화 범위를 단계적으로 확대
  - 정부의「그린홈 100만홈 프로젝트」와 연계하여 태양광주택 및 가정용 연료전지 설치사업 지원

### 온실가스배출량 저감
- 서울시의 온실가스배출량('04년)은 29,693천CO2톤이며 '20년에는 35,873천TOE에 달할 것으로 전망
  - 1인당 온실가스배출량(CO2톤/인) : 2.89('04) → 3.63('20)
- '20년까지 '90년 대비 온실가스발생량 25% 저감목표 달성을 위해
  - '20년 BAU의 29%인 10,473천CO2톤을 저감하고
  - 1인당 온실가스배출량도 3.63CO2톤/인에서 2.54CO2톤/인으로 개선

## 서울 도시광산화 프로젝트
서울 도시광산화 프로젝트(Urban Mining Project)는 폐휴대폰, 폐PC, 폐가전제품에서 금, 은, 구리, 알루미늄 등 고가 희귀금속을 추출하여 원자재로 재활용하는 사업이다. 서울특별시는 지방정부 차원에서 처음으로 도시광산 자원의 수거 시스템을 재설계하고 사업 추진을 통해 발생한 수익금은 사회에 환원하며 저소득계층 일자리 창출에 기여한다.
이를 위해 대형폐기물 당일처리제 실시, 소형가전 약20종 처리수수료 면제, 공동주택 소형가전 전용수거함 설치,  환경컨설팅 실시 등을 통해 배출체계를 개선한다. 그리고 가정내 보관중인 장롱폰을 시민, 기업, 사회단체가 참여하는 네트워크를 구축하여 회수·처리한다. 또 컨트롤타워 역할을 하는 도시광산운영협의회를 설치하며 폐가전제품을 한곳에서 수집, 분리, 처리하여 자원화하는 자원순환센터를 운영한다.

## 서울 차 없는 날
서울 차 없는 날은 세계 차 없는 날(승용차 없는 날)과 뜻을 함께하며 자동차 위주의 교통문화로 인한 대기오염, 교통 혼잡 및 고유가 에너지 문제의 심각성을 시민과 함께 공유, 승용차 이용을 줄여나가기 위해 마련된 시민실천의 날로 서울특별시에서 2007년부터 공식 제정, 시행되어 왔다.

## 참고 문헌
본 문서에는 서울특별시에서 지식공유 프로젝트를 통해 퍼블릭 도메인으로 공개한 저작물 중 다음 항목을 기초로 작성된 내용이 포함되어 있습니다.